# Emerich III. Forgáč
Emerich III. Forgáč z Gýmeše a Haliče (Forgács Imre; 1538–1599) byl člen rozvětveného šlechtického rodu, který sahal do prvopočátku Uherského království, téměř až k Velkomoravské říši. Pochází z rodu Hont-Poznanovců (doloženo k roku 1226), který se pak v polovině 12. století rozdělil na jednotlivé rodové větve.

## Původ
Pochází z rodové větve, která se usadila nedaleko Nitry, kde postavili mohutný hrad, podle kterého se pak psali jako Forgáčové z Gýmeše (maďarsky Forgách de Ghymes nebo také Forgács). Dobré společenské postavení na dvorech uherských králů a majetkovému zajištění, umožnily rodu vytvořit několik dalších rodových linií.
V 15. a 16. století zastávali řadu funkcí v zemské správě (především jako nitranští županové), ale také i ve službách Jagelonců.

## Život
Narodil se v roce 1538, jako nejmladší ze čtyř synů. Jeho bratr Šimon I. (1526–1598) se proslavil jako protiturecký válečník. František III. (1535–1577) byl církevní hodnostář, velkovaradínský biskup, uherský místokancléř a sedmihradský kancléř, zkušenosti pak sepsal do pojednání Rerum hungaricarum sui temporis commentarii, které věnoval Ferdinandu I. Habsburskému. O Pavlovi († 1578) se písemné záznamy nedochovaly. Mimo těchto tří bratrů, měl ještě tři sestry. Jeho otec byl Zigmund I. († 1563) a matka Kateřina Zólomiová. Otec byl ve službách polského krále Ludvíka II. Jagelonského jako komorník.
V roce 1560, 30. března, byl jeho otec Zikmund I., jeho bratři Šimon I., Pavel a on, vyznamenáni císařem Ferdinandem I. Habsburským baronským titulem, a to za: vojenské zásluhy v boji proti Turkům a pomoc v boji o moc o polskou korunu s Janem Zápolským. Tato vyznamenání císařem byla ojedinělá, a udělována zřídka. Mezi další takto oceněné rody patřily např. Révaiové, Zayovci.
V roce 1563 se účastnil korunovace Maxmiliána II. Habsburského v Prešpurku, kdy obsluhoval při hostině královskou rodinu. O rok později, se spolu s Albrechtem Smiřickým ze Smiřic účastnil, při pohřbu císaře Ferdinanda I. Habsburského vedl v procesí z Hofbugu do katedrály sv. Štěpána ve Vídni, před královskými insigniemi, které nesl Mikuláš Šubič Zrinský a další urození pánové, koně s heraldickými znaky korunní země Slavonie.
Po roce 1564 zastával funkci trenčínského podžupana, stoličného soudce v Prešově, svou kariéru zakončil jako hlavní župan Trenčínské stolice v letech 1583–1594.

## Manželství

### Alžběta Peréniy
Jeho první ženou se stala 9. ledna 1569 Alžběta (1556 – 3. července 1575), dcera královského dvorního číšníka a zemplinského župana Michala Peréniyho (v roce 1588, majitel obce Veľaty). Svatba se konala na již zaniklém hradě ve Velké Idě. V manželství se narodilo několik dětí:
- Michal (1. prosinec 1571, Veľká Ida – 9. říjen 1572)
- Judita (26. únor 1573, Gýmeš – 8. březen 1574)
- Kryštof (9. září 1574 – † 13 hodin po narození)
- Emerich (25. června 1575 – † 3 hodiny po porodu)

### Kateřina Zrínská
Druhou ženou mu byla vdova po Františku Thurzovi z Bethlenfalvy († 1574) Kateřina Zrínská († 1585, při porodu dcery Juliány). Svatba byla 24. června 1576 v Bytči za přítomnosti svých příbuzných (bratra Šimona I., strýce Petra V. a jeho syna Mikuláše VIII.) a šlechticů, spřízněných aristokratů (Jana Balašiho, Štěpána Balašiho, Michala Révaie, Františka Révaie, Gabriela Dóciho z Velké Lúče, Štěpána Telekešiho, Kašpara Óváriho). Emerich vyženil čtyři děti a panství v Bytči. V manželství se mu narodilo sedm dětí:
- Marie (31. březen 1577, Bytča – 1624, v roce 1596 provdaná za královského rádce a strážce svatoštěpánské koruny Petra Révaie)
- Helena (25. únor 1578 – neznámo, manželka Ondřeje Ostrožiče z Giletínce a na Ilavě)
- Šimon (14. prosinec 1580, Bytča – duben 1585, Bytča)
- Zuzana (1. leden 1582, Bytča – 1632, Plavecký hrad, provdaná za krutého tyrana a opilce Františka Révaie, a nějaký čas byla milenkou Petra Bakiče)
- Judita (5. leden 1583, Bytča – neznámo)
- Dorota (6. únor 1584, Bytča – 7. května 1585, Bytča)
- Juliána (26. duben 1585, Bytča – 10. prosince 1598)

Svého otce však přežily pouze tři dcery

### Sidonie Kateřina Sasko-Lauenburská
Třetí ženou byla těšínská kněžna Sidonie Kateřina Sasko-Lauenburská (1553–1594). V srpnu 1585 navázal kontakt se saským dvorem, aby zjistil zda a za jakých podmínek by mohl požádat o ruku vdovy po Václavu III. Adamovi Těšínském. Z důvodu, že její matka byla sestrou kurfiřta Augusta Saského (viz Seznam saských panovníků), musel se obrátit přímo na něj. Ten, jako nejstarší žijící člen rodu byl opatrovníkem ovdovělé Sidonie Kateřiny. Za sňatek se přimlouval také polský král Štěpán Báthory. Emerich chtěl manželství uzavřít především za účelem zvýšení svého společenského postavení, protože šlo o sňatek osobou vyššího stavu (říšská kněžna).
Dochoval se list z roku 1583 (datován 8. listopadu v Bytči), ve kterém své budoucí manželce slibuje, že se zasadí o to, aby ustaly spory s pány Sunegy, šlo o zabírání dobytka v Beskydech.
Po souhlasu ke sňatku, který udělil kurfiřt August Saský, se do jednání zapojil saský právník a Augustův dvorní rádce Kryštof Eckhard (Eccardus), kterého Emerich ve svých zápiscích označil jako „meus medicus“, tedy něco jako „lékař mého bolavého srdce“.
Zásnuby se uskutečnily 26. září 1585 v Těšíně. K dojednání svatební smlouvy došlo o tři měsíce později (17. prosince). Z důvodu morové epidemie, která se tehdy vyskytovala ve městě Těšín, se kněžna Sidonie Kateřina usadila v podbeskydské vesnici Tisovnci (německy Zieslowitz, polsky Cisownica), kde byl knížecí hospodářský dvůr. Svatební smlouvu stvrdil pečetí nejen Emerich, ale také jeho příbuzní Ondřej V. (1561–1612) a Blažej III. (1566–1592), vyslanec lehnického knížete a rádce kněžny Jan Schramm a jako zástupce markraběte Jiřího Fridricha Braniborsko-Ansbašského vrchní zemský hejtman krnovského knížectví Arnošt Falkenhain z Malého Krychova. Bylo poznamenáno, že se sňatek uzavírá pod patronátem polského krále a s vědomím Sibyly Saské (matka), Františka II. Sasko-Lauenburského (starší bratr kněžny) a Augusta Saského (strýce). Termín svatby byl stanoven na pondělí 17. února 1586 (před masopustem) v Těšíně, na zámku.
Emerich Forgáč se zavázal, že manželka obdrží (viz Vdova, heslo obvěnění v Ottově slovníku naučném) panství Bánovce nad Bebravou a 16 000 uherských zlatých. Kněžna získala na panství dispoziční právo, a to i v případě předčasné smrti (před uzavřením sňatku), ale pouze tehdy, když by bylo nutné uhradit nějaké dluhy. Součásti smlouvy byl závazek, že bude ctít svobodnou vůli manželčina náboženského vyznání podle tzv. augsburské konfese a zajistí pro ni pastora (německy hovořícího). Emerich byl také vyznáním aktivní evangelík, dosazoval na farnosti ve svých panstvích luteránské pastory a podporoval evangelické vzdělání.
Emerich sňatkem získal „pouze“ právo honosit se tím, že jeho manželka pochází z říšského knížecího rodu. Podle uzavřené smlouvy neměl žádný nárok na majetek své manželky. Ty měl získat její syn Adam Václav Těšínský (v roce podpisu svatební smlouvy mu bylo 11 let). Na tento majetek by neměly nárok an případní potomci Sidonie Kateřiny a Emericha. Na dodržování této části smlouvy dohlížel i císař Rudolf II., resp. jeho úředníci a vrchní zemský hejtman, vratislavský biskup Ondřej Jerin. V případě smrti Adama Václava před jeho plnoletostí, by císař získal toto území (Těšínské knížectví) pro sebe, a to z titulu českého krále. Na počátku prosince 1585 Emerich pozval císaře Rudolfa II. na svatbu do Těšína. Kněžna tak učinila o tři týdny později.
Sidonie Kateřina a Emerich pobývali po svatbě v Těšíně do dubna roku 1586. Poslední známá listina kněžny je z 21. března, a již 6. května informuje vratislavský biskup císaře o odjezdu. Manželé odjeli na hrad do Trenčína. Zde Emerich pobýval od smrti své druhé ženy. Spolu s manželkou přijel také knížecí dvůr a děti – Adam Václav, Marie Sidonie a Anna Sibyla.
Nejmladší část hradu, tzv. Palác Zápolských, který nechala na počátku 16. století postavit těšínská kněžna Hedvika (1469–1521), byl v letech 1586–1594, přestavován právě tímto manželským párem.

### Vdovec
Po smrti své ženy Sidonie Kateřiny v roce 1594 se stáhl do ústraní, resp. opustil úřad hlavního župana Trenčínské stolice. V roce 1595 se angažoval v přípravě vojenského tažení proti Turkům. Řešil vzpory v Brumovském panství. Zemřel v roce 1599 bez mužského potomka, i když měl ze všech tří manželství celkem 11 vlastních dětí a 7 vyženil.

## Erb

### Jednoduchý erb
Na modrém štítě je panna se zlatou korunou, v horních rozích jsou hvězdy.

### Forgáč z Ghymeše
V modrém štítu je stříbrná panna s korunkou, rostoucí ze zlaté koruny, která má vnitřní stranu červenou. Panna má stříbrné vlasy, ruce má opřené v bok a je oděná pouze do červené sukně. U vrcholu štítu je z každé strany hlavy po jednom zlatém přivráceném půlměsíci. V klenotu je panna ze štítu rostoucí z koruny. Přikryvadla jsou modro-zlatá.

## Majetek
Město a hrad Trenčín: Do roku 1594, pak dán do zástavy Štěpánu Ilešházimu.
Panství Komjatice a Gýmeš s rodovým sídlem: 1568
Državy gýmešského, komjatického, trenčínského a brumovského panství (1596, od Johanky Trčkové, vč. práv k hradu Brumov)